# Amt Burg-Sankt Michaelisdonn
Hat Amt Burg-Sankt Michaelisdonn is een Amt in de Duitse deelstaat Sleeswijk-Holstein. Het Amt ontstond in 2008 uit de samenvoeging van de voormalige Ämter Kirchspielslandgemeinde Burg-Süderhastedt en Kirchspielslandgemeinde Eddelak-Sankt Michaelisdonn in de Kreis Dithmarschen.

## Deelnemende gemeenten
1. Averlak
2. Brickeln
3. Buchholz
4. Burg (Dithmarschen)
5. Dingen
6. Eddelak
7. Eggstedt
8. Frestedt
9. Großenrade
10. Hochdonn
11. Kuden
12. Quickborn
13. Sankt Michaelisdonn
14. Süderhastedt